# جوایز بودیل
جوایز بودیل (به انگلیسی: Bodil Awards) جایزه ملی و معتبرترین جایزه سینمایی کشور دانمارک است.
بودیل  یکی از قدیمی‌ترین جوایز فیلم در اروپا است که توسط انجمن ملی منتقدان فیلم دانمارک اهدا می‌شود. جایزه بودیل در سال ۱۹۴۸ تأسیس شد. مراسم جوایز بودیل سالانه  در سینما سلطنتی کپنهاگ برگزار می‌شود.

## بخش جوایز
- بهترین فیلم دانمارک
- بهترین بازیگر نقش اول مرد
- بهترین بازیگر نقش اول زن
- بهترین بازیگر نقش مکمل مرد
- بهترین بازیگر نقش مکمل زن
- بهترین فیلم آمریکایی
- بهترین فیلم غیر آمریکایی
- بهترین مستند یا فیلم کوتاه